# 大橋大記
大橋 大記（おおはし だいき、1971年〈昭和46年〉6月18日 - ）は、日本のタレント、実業家。空調会社：巧株式会社代表取締役社長、不動産会社・代表取締役。
所属タレント事務所は巧プロジェクト（東京港区・個人事務所）。
大阪府豊中市出身。身長１８０ｃｍ・体重６８ｋｇ。
元ヴィジュアル系バンド90sSTYLE・LISAのヴォーカリストで「DAIKI」として26歳まで活動、3年間の会社員生活を経て、2001年7月に29歳で6畳一間からたった一人で起業。
2011年に空調メンテナンスに関する特許取得。その後4つの特許を取得（現在は2つ保有）。
2019年に密着番組をきっかけにテレビ出演、その後はテレビタレントとしてレギュラー番組に出演。メインMCとして番組出演も経験。
2022年に初の書籍「SHINTURN」の発売をきっかけに学生向けの講演会を開始している。
2021年の主演作品をきっかけに俳優活動も開始、レギュラー作品に現在も出演中。
「挑戦なくして、成功なし」を座右の銘として、タレント、実業家として活動している。

## 略歴
1971年、大阪府豊中市出身。追手門学院幼稚園・私立東豊中小学校・追手門学院高等学校・甲子園大学卒業
小学生の時から「不定期な登校拒否癖」があり、高校3年生で留年を経験する。中学3年生からはまったエレキギターで高校生の時から本格的なバンド活動を開始し、26歳の時に引退を決意。
「今世はビジネス、来世は音楽」と決めて、決意から1週間後に会社員となる。
その3年後に「この道が自分らしい人生ではない」と思い、独立を決意。2001年に空調専門会社・巧株式会社を設立。当時は6畳事務所と隣の4畳半の寝室のアパートで業務を行っていた。
その後2011年に出張時に溜めていたアイデアで空調のシステムに関する特許を取得、その後も4つの特許を取得した（現在は２つ保持）
「空調界の異端児」と呼ばれるようになる。
趣味のサッカーでの骨折をきっかけに、2018年から趣味でモデルでの活動を開始する。そのモデル業と空調会社の社長との二刀流が話題なる。
2019年に毎日放送「メッセンジャー○○は大丈夫なのか？」をきっかけに多方面からテレビ出演の依頼があり、ピークは3本のレギュラー番組を担当。
その後、「挑戦無くして、成功なし」をテーマにして、「バンドで成功したい」東京の想いが捨てきれず、レギュラー番組の卒業。現在は東京に居住場所を移して全国のエンタメの仕事と経営者の２つの仕事をこなしており、二刀流をこなしている。
2022年7月には初の書籍「SHINTURN」を出版、同時に学生向けの講演活動を開始。
2022～2023年には俳優活動、アリーナMC、POKERイベントMC、あらゆるイベントMCを行っている。
近年はバラエティコメンテーター、イベントMC、また役者としても活動の幅を広げている。

## 資格
●日本傳講道館柔道黒帯
●二級管工事施工管理技士
●日本酒ナビゲーター
●日本化粧品検定準二級
その他大橋個人で特許取得

## 出演

### テレビ
- バキバキビートⅡ（サンテレビ）
- NutsPoker（サンテレビ）
- タンドリーズ（エムオンCH）
- メッセンジャーの○○は大丈夫なかの?（MBSテレビ）
- 究極の人間二択ショー（グノシーTV）
- さらば青春の光 モルック勝ったら100万円（東京MX）１２
- プライムニュース（AMEBA NEWS）

### ＭＣ
- 兵庫県保健医協会　ゲストMC　２０２４年１２
- ヴィクトリーナ姫路アリーナＭＣ（ヴィクトリーナ姫路）2022年11月～
- C社30周年記念イベント 司会進行　2023年
- KKPOKER LIVE TOKYO 2023 SUMMER メインMC
- KKPOKER LIVE OSAKA 2023  メインMC
- JOPT2023　OSAKA＃03　メインMC

### モデル
ファッションショー
2025年南海電車×JUNKO KOSHINO／ 制服リニューアルShowモデル

#### インフォマーシャル
- THK株式会社
- 横浜クイーンズスクエア
- 日本直販
- ソーシャルテック

#### VPR
- 国内ゴルフブランドF社
- 港区F社（社長役）
- KDDI
- マイカー共済
- 明治安田生命
- ダスキンヘルスレント
- 佐用スターリゾート
- JCB
- テイチクカラオケ

#### スチール
- 横浜市
- イオンモバイル
- 積水ハウス
- 大阪ガス都市開発
- 住友不動産
- イムラ
- サイクルベースあさひ
- 快活CLUB
- コーナン商事
- 日本毛織
- ガードナー
- コモライフ
- ライフコーポレーション
- パーティハウス
- ラック産業

### ラジオ
- SHIBUYA AIR　BOOST（渋谷クロスFM[1]）　レギュラー
- 宇賀なつみBUTON（TBSラジオ）
- ACTION（TBSラジオ）
- THETRAD（東京FM）
- 金パラ　長江健次のDARADARAラジオ（FM世田谷）
- 鬼教官とミンチのスポーツよもやま話（和歌山放送）

### 映画
- CROSSCREEK －主演 中居龍之介 役
- Law of - 主演・長瀬康弘 役
- DAYDREAM 中居龍之介 役
- SUZUNA - 中居龍之介 役
- AZAMI - 中居龍之介 役
- DEADEND - 中居龍之介 役
- SHION- 中居龍之介 役
- NO EXCUSE- 中居龍之介 役
- OVERDOSE- 中居龍之介 役
- YUZUHA- 中居龍之介 役

## 書籍
- 『SHIN-TURN』（2022年7月7日、講談社）